# Pandemonium (manhwa)
Pour les articles homonymes, voir Pandemonium (homonymie).
Pandemonium (en coréen : 팬더 모니엄) est un sonyun manhwa de Lee Jung-tae, prépublié dans le magazine GiGas puis publié par l'éditeur Sigongsa en cinq volumes reliés sortis entre janvier 2001 et février 2002. La version française est éditée par Tokebi en cinq tomes sortis entre juillet 2003 et mars 2004.

## Liste des volumes
| no | Japonais        | Japonais      | Français          | Français      |
| no | Date de sortie  | ISBN          | Date de sortie    | ISBN          |
| -- | --------------- | ------------- | ----------------- | ------------- |
| 1  | 20 janvier 2001 | 9788952715265 | 20 juillet 2003   | 9782750700072 |
| 2  | 15 avril 2001   | 9788952715449 | 25 septembre 2003 | 9782750700157 |
| 3  | 25 juin 2001    | 9788952721044 | 25 novembre 2003  | 9782750700263 |
| 4  | 25 octobre 2001 | 9788952721204 | 18 février 2004   | 9782750700362 |
| 5  | 10 février 2002 | 9788952721549 | 25 mars 2004      | 9782750700492 |

### Édition coréenne
Sigongsa
1. 1 2  (ja) « Tome 1 », sur book.daum.net
2. 1 2  (ja) « Tome 2 », sur kyobobook.co.kr
3. 1 2  (ja) « Tome 3 », sur kyobobook.co.kr
4. 1 2  (ja) « Tome 4 », sur kyobobook.co.kr
5. 1 2  (ja) « Tome 5 », sur book.daum.net

### Édition française
Tokebi
1. 1 2  « Tome 1 », sur manga-news.com
2. 1 2  « Tome 2 », sur manga-news.com
3. 1 2  « Tome 3 », sur manga-news.com
4. 1 2  « Tome 4 », sur manga-news.com
5. 1 2  « Tome 5 », sur manga-news.com